# Свято-Петропавлівська церква (Василівка)
Свято-Петропавлівська церква (Василівка) — православна церква в селі Василівка, Одеський район, Одеська область. Належить до пам'яток архітектури місцевого значення. 

## Історія
Петропавлівська церква у селі Василівка Одеської області збудована у 1846 році поміщиками Дубецькими, для яких вона стала родовою усипальнею.

## Сучасний стан
Церква є чинною, належить до Української православної церкви (Московського патріархату).